# Motor Car Corner Cemetery
Motor Car Corner Cemetery is een Britse militaire begraafplaats met gesneuvelden uit de Eerste Wereldoorlog, gelegen in het Belgische dorp Ploegsteert. De begraafplaats ligt 2.100 m ten zuiden van het dorpscentrum en slechts 600 m van de Franse grens. Ze werd ontworpen door George Goldsmith en wordt onderhouden door de Commonwealth War Graves Commission. Het terrein heeft de vorm van een smalle rechthoek met in de westelijke hoek twee trapsgewijze uitsparingen en is aan drie zijden omgeven door een bakstenen muur. Langs de straat wordt het terrein begrensd door een greppel. Het Cross of Sacrifice staat links vlak aan de toegang.
Er liggen 132 slachtoffers begraven.

## Geschiedenis
Op deze plek gaf Motor Car Corner het punt aan waar geen enkel voertuig verder naar het front mocht. De begraafplaats werd gestart in juni 1917 bij de aanvang van de Tweede Slag om Mesen en werd tot eind maart 1918 gebruikt. Tussen 10 april en 29 september 1918 was de begraafplaats in Duitse handen als gevolg van het Duitse lenteoffensief. Gedurende deze bezetting werd ze in noordelijke richting uitgebreid met Duitse slachtoffers. Deze graven werden later verwijderd. Eén Duits graf is overgebleven.
Er worden 38 Britten, 9 Australiërs, 84 Nieuw-Zeelanders en 1 Duitser herdacht. Er zijn 5 doden die niet geïdentificeerd konden worden.

## Graven
- Allan Holz en Ernest John Holz zijn twee Nieuw-Zeelandse broers die op 13 juni 1917 sneuvelden. Ze liggen naast elkaar begraven.

### Onderscheiden militair
- P.G.A. Taylor, korporaal bij het Machine Gun Corps (Infantry) werd onderscheiden met de Military Medal (MM).

### Alias
- soldaat Frederick Dodds diende onder het alias J. Smith bij het Northamptonshire Regiment.